# Klaviersonate Nr. 25 (Beethoven)
Ludwig van Beethovens Sonate Nr. 25 G-Dur op. 79 entstand im Jahre 1809. Es ist das einzige Werk der Sammlung, das Beethoven selbst als „Sonatine“ bezeichnet hat. Die Aufführungsdauer beträgt etwa 10 Minuten.

## Aufbau
- Erster Satz: Presto alla tedesca, G-Dur, 3/4 Takt, 201 Takte
- Zweiter Satz: Andante, g-Moll, 9/8 Takt, 34 Takte
- Dritter Satz: Vivace, G-Dur, 2/4 Takt, 117 Takte

### Erster Satz
Eine nahezu ununterbrochene Achtelbewegung prägt diesen „deutschen“ Satz im presto, der dennoch länger ist als die beiden folgenden zusammen. Das erste Thema beginnt mit vier Achteloktaven, die den Akkord der Grundtonart darstellen, es endet in bewegten Achteln der rechten Hand. Eine kurze Überleitung führt akkordisch von D-Dur, h-Moll und einem Dominantseptakkord zum zweiten Thema (Beginn Takt 24), einfache Doppelgriffe der rechten Hand stehen hier gegen auf- und absteigende Achtel-Tonleitern der linken. Mit der erstmaligen Unterbrechung der Achtelbewegung in Takt 45 neigt sich die Exposition ihrem Ende zu.
Die Durchführung (Takt 52 bis 122) führt zunächst zum ersten Thema zurück, diesmal jedoch in E-Dur statt in G-Dur. Vom Übersetzen der linken Hand geprägt, erreicht dieser Abschnitt verschiedenste harmonische Bereiche, nämlich E-Dur ab Takt 59, C-Dur ab Takt 67, c-Moll ab Takt 83, Es-Dur ab Takt 91 und D-Dur ab Takt 111. Schließlich geht D-Dur als Dominante der Grundtonart in einem Crescendo in die Reprise über.
Hier findet man im Vergleich zur Exposition einige kleine harmonische Veränderungen (Takte 134 bis 144), um ein Ende des Satzes in der Grundtonart G-Dur zu ermöglichen. Reprise und Coda führen den Satz schließlich in fortlaufender Bewegung zum Ende, für die letzten 11 Takte des Satzes schreibt Beethoven leggiermente dolce vor.

### Zweiter Satz
Der Satz besteht aus drei Teilen: eine schlichte, in der rechten Hand akkordisch geführte und von einfachen Achteln in der Linken begleitete Melodie wird nach einem etwas bewegteren (Sechzehntel in der linken Hand) Es-Dur Mittelteil (Takt 10 bis 20) unverändert wiederholt. In der Coda (ab Takt 30) verbindet sich die jetzt in Oktaven der rechten Hand geführte Melodie mit einer aus dem Mittelteil entlehnten Sechzehntelbegleitung, der Satz endet in ruhigen beidhändigen Akkorden im piano.

### Dritter Satz
Der Satz wird nahezu ausschließlich durch ein kurzes, rhythmisch prägnantes Motiv bestimmt: auf eine Achtelnote folgen der obere Nebenton und danach der Ausgangston als Sechzehntel. Unterbrochen wird diese Vorherrschaft nur durch einen kurzen C-Dur-Abschnitt (Takt 51 bis 66), der ausschließlich aus Tonleitern und – in der rechten Hand – gebrochenen Akkorden besteht. Während das Thema zunächst von Viertelnoten begleitet wird, spielt die linke Hand bei seinem zweiten Einsatz ab Takt 35 Achteltriolen. Ab Takt 72 sind es dann Sechzehntelnoten, die das Thema begleiten, und ab Takt 80 wird die Melodie durch triolische Oktavsprünge variiert.